# 笹沼俊暁
笹沼 俊暁（ささぬま としあき、1974年 - ）は、日本文学研究者、台湾・東海大学教授。

## 人物
静岡県生まれ。1997年筑波大学第一学群人文学類卒業。2004年同大学院博士課程日本文化研究学際カリキュラム修了、「近代日本と「国文学」論の諸相 一九二〇～四〇年代における「国文学」研究の言説をめぐって」で博士（学術）。台湾・慈済大学東方語文学系助理教授、台湾・東海大学日本語言文化学系助理教授、副教授を経て現職。専攻は、日本近現代文学、日本近現代思想史、東アジア比較文学。

## 著書
- 『「国文学」の思想 その繁栄と終焉』学術出版会, 2006
- 『リービ英雄: 〈鄙〉の言葉としての日本語』論創社, 2011
- 『「国文学」の戦後空間 大東亜共栄圏から冷戦へ』学術出版会, 2012
- 『流轉的亞洲細語 當代日本列島作家如何書寫台灣，中國大陸』游擊文化，2020